# Vili i Vé
A la mitologia nòrdica, Vili i Vé són els germans d'Odin, fills de Bestla, filla de Bölþorn; i Borr, fill de Buri:
Hann [Borr] fekk þeirar konu er Bettla hét, dóttir Bölþorns jötuns, ok fengu þau þrjá sonu. Hét einn Óðinn, annarr Vili, þriði Vé.
En antic nòrdic Vili significa "voluntat". L'antic nòrdic Vé es refereix a un tipus de santuari germànic, vé.

## Creació
Vili i Vé, juntament amb Oðinn, són els tres germans que mataren Ymir (possant fi al regne primitiu de la raça dels gegants) i són els primers dels Æsir. Són comparables als tres germans Zeus, Posidó i Hades, de la mitologia grega, que derrotaren als Titans. Dels tres, Odin és el més gran, Vili el mitjà, i Vé el més jove. Per a la primera parella humana, Ask i Embla, Oðinn els donà ànima i vida, Vili l'enginy (intel·ligència) i el sentit del tacte, i Vé el rostre (aparença, expressió facial), la parla, l'oïda i la vista.
Els seus noms figuren a la Völuspá com Hœnir i Lóðurr.

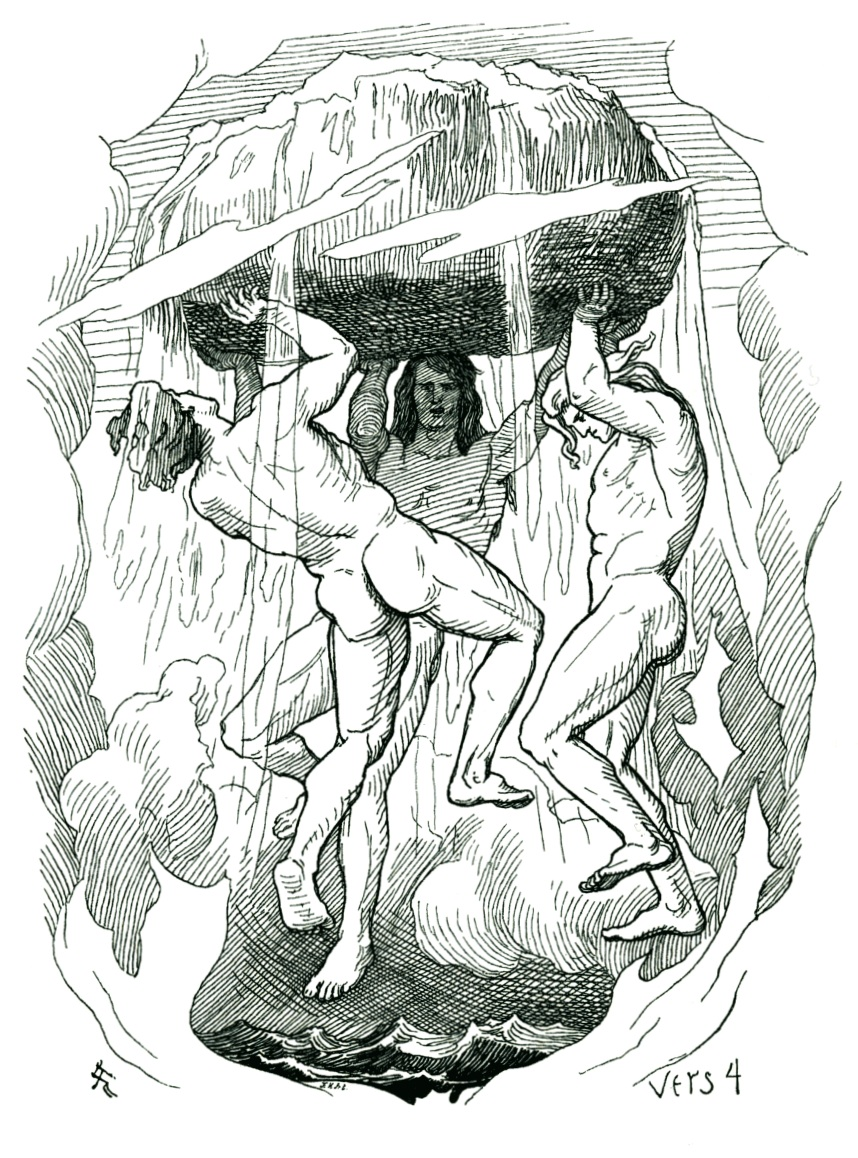
Un dibuix d'Odin, Vili i Vé creant el món per Lorenz Frølich.

## Tríada
Al proto-nòrdic els noms dels 'tres germans' eren al·literacions, * Wódin, Wili, Wé, (proto-germànic * Wōdinaz, Wiljon, Wǣhaz), perquè fossin entesos com a part d'una mateixa tríada * wódz, wiljon, wǣhaz, aproximadament "inspiració (coneixement transcendent, màntic o profètic), coneixement (voluntad, desig, el pensament intern que condueix a l'acció) i numen (poder espiritual que resideix en el món exterior, en els objectes sagrats)".
 
Es pot comparar aquesta al·literació amb un versicle del Llibre d'Exeter, 'Wôden worhte weos, "Woden portà els santuaris" on apareix la "tríada" anteriorment citada, només amb la diferència que el substantiu voluntat ha estat substituït pel de treball. El nom d'aquests santuaris a Woden Wôdenes weohas ('saxó 'Wôdanes wih, nòrdic Oðins vé) sobreviu a topònims com Odinsvi, Wodeneswegs.
El paper dels tres germans dins del panteó nòrdic és desigual, ja que Odín n'ocupa la primera posició (és el cap dels déus) i els altres dos tenen un rol de menor importància. La tríada suprema passa a ser la d'Odín i dos déus més: Tor i Frey. Oðinn també és anomenat Thriði "el tercer", en aquest cas apareix al costat de Harr i Jafnhárr (l'"alt" i el "quasi-alt" o quasi-igual), com el "Tercer Alt". En altres ocasions, és Tveggi "el segon". En relació amb la tríada Odin-Vili-Ve, Grimm compara l'Antic Alt Alemany Willa, que no només expressa voluntat, però també votum, impetus, spiritus, i la personificació de la Voluntat, Wela, en velles fonts angleses. Keyser interpreta la tríada com "Esperit, Voluntat i Santedat", postulant una espècie de Trinitat Germànica on Vili i Vé són "barrejats junts de nou en un esperit mundial en el que tot arriba a Odín. […] Només ell és el Pare, de qui tots els altres, els éssers superiors que dirigeixen el món, els Asos, són descendents".
D'acord amb Loki a Lokasenna, Vili i Vé van tenir un romanç amb l'esposa d'Odin, Frigg. Això és pres per Grimm com el reflex de la identitat fonamental dels tres germans, de manera que Frigg es podria considerar la dona de tots ells. Segons aquesta història Oðinn va ser a l'estranger durant molt de temps, i els seus germans van actuar al seu lloc. És destacable que Saxo Grammaticus també fa que Oðinn (llatí: Othinus) viatgi a terres estrangeres i Mitoðinn (llatí: Mithothyn) ocupés el seu lloc i per això la posició de Mitoðinn dona llum a la de Vili i Vé. Però Saxo representa Oðinn una vegada més a l'exili, i posa Ullr (llatí: Ollerus) en el seu lloc. Els viatges llunyans del déu estan implicats en els noms nòrdics Gângrâðr, Gangleri, Vegtamr, i Viðförull. No s'ha de passar per alt que fins i tot Paulus Diaconus (1, 9) sap de la residència de Wodan a Grècia, mentre que Saxo el porta a l'Imperi Romà d'Orient, i Snorri a Tyrkland.